# SINoALICE
SINoALICE é um RPG eletrônico desenvolvido pela Pokelabo para Android e iOS. O jogo é dirigido por Yoko Taro, mais conhecido por seu trabalho nas séries Nier e Drakengard. O jogo foi lançado no Japão pela Square Enix em junho de 2017 e mundialmente pela Pokelabo em julho de 2020.

## Enredo
Em um mundo chamado Biblioteca cheio de inúmeras histórias, os Personagens dentro de cada história desejam reviver seu autor para o futuro desejado. Para fazer isso, eles trabalham juntos para reunir inochi e lutar contra os pesadelos que devoram histórias, sabendo que inevitavelmente terão que matar uns aos outros para realizar seu desejo.

## Desenvolvimento
O jogo deveria originalmente ser publicado pela Nexon fora do Japão, mas foi adiado indefinidamente devido a razões de localização. A publicação do jogo foi então entregue ao Pokelabo. A trilha sonora do jogo foi marcada por Keiichi Okabe, Keigo Hoashi e Shotaro Seo.

## Recepção
O jogo recebeu uma classificação "mista ou média" de acordo com o agregador de críticas Metacritic.

## Adaptação mangá
Uma adaptação a mangá, ilustrada por himiko, começou a ser publicada no atendimento MangaUp! em 2019.